# Silvio Dante
Silvio Manfred Dante, poznat i kao "Sil", fiktivni je lik iz HBO-ove televizijske serije Obitelj Soprano kojeg je glumio Steven Van Zandt. On je consigliere Tonyja Soprana u zločinačkoj obitelji Soprano. Vjeruje se kako je lik nastao po uzoru na mafijaša iz New Jerseyja Thomasa Ricciardija. Silvio je vrlo povučen i pokušava ne privlačiti mnogo pažnje na sebe. Održava legitimni posao kao vlasnik i poslovođa striptiz kluba Bada Bing. Silvio obično zadržava hladnokrvnost i u najtežim situacijama, ali u nekoliko prilika, u kojima se to i traži, zna otkriti svoju neobuzdanu narav kako bi nekome nešto dao do znanja. Silvio je nesumnjivo najodaniji mafijaš u obitelji DiMeo, a u seriji je poznat po ubojstvima doušnika FBI-a i izdajnika.

## Životopis
Prema knjizi The Sopranos, A Family History, njegov otac bio je Joseph "Beppo" Dante (kalabrijskog podrijetla), vojnik koji je ustrijeljen 1959. Silvio je bio Tonyjev prijatelj iz djetinjstva i ranih kriminalnih dana, kad se družio s Tonyjem, Ralphom Cifarettom i Jackiejem Aprileom, Sr. Njegov prvotni plan bila je karijera profesionalnog pjevača, ali taj se san nikad nije materijalizirao. Unatoč tome, Silvio je tijekom godina zadržao veze u šou biznisu preko vlasništva brojnih klubova u Sjevernom Jerseyju i podupiranja raznih mladih starleta koje prolaze kroz njegove klubove. Silvio se u obitelji DiMeo počeo uzdizati kad je s Jackiejem i Tonyjem opljačkao kartašku partiju Feecha La Manne. Zatim je slijedio Tonyja u ekipi njegova oca, Giovannija Francisa "Johnny Boy" Soprana. Silvijeva potpora bila presudna da Tony preuzme kapetansku titulu nakon smrti svoga oca. Preko svojih veza u ekipi Soprano Silvio je stvorio prijateljstva s "Big Pussyjem" Bonpensierom i Pauliejem Gualtierijem.
Silvijeva svakodnevna uloga je upravljanje Bada Bingom, najpoznatijijm klubom kojeg posjeduje. "The Bing", kako ga zovu članovi Tonyjeve ekipe, nije samo jedno od glavnih okupljališta zločinačke obitelji, nego služi i kao bordel.
Kad je Tony završio u komi, Silvio je postao izvršni šef obitelji DiMeo. Silvio je isprva uživao, te čak žali što nije prihvatio ponudu Jackieja Aprilea, Sr. s konca devedesetih da postane šef. Njegova supruga Gabriella predlaže mu da razmisli o trajnoj promjeni, ali njegove ambicije ubrzo nestaju pod pritiskom odgovorne funkcije kad ga pogađaju napadaji astme. Tijekom rata s njujorškom obitelji Lupertazzi, Silvio biva ustrijeljen u prsa i završava u komi.

## Ubojstva koja je počinio Dante
- Jimmy Altieri: ubijen zbog sumnje da je doušnik. (1999.)

- Big Pussy Bonpensiero: upucaju ga Silvio, Paulie i Tony zbog suradnje s FBI-em. (2000.)

- Adriana La Cerva: ubijena u šumi zbog doušništva. (2004.)

- Dominic "Fat Dom" Gamiello: proboga Carl Gervasi dok ga je Silvio držao jer je sugerirao kako je Carlo homoseksualac. (2006.)

- Burt Gervasi: zadavio ga Silvio zbog prelaska u obitelj Lupertazzi tijekom rata između dviju obitelji. (2007.)

## Vanjske poveznice
- Profil Silvia Dantea na hbo.com
- Silvio Dante u internetskoj bazi filmova IMDb-u